# 란뎬창역
란뎬창역(중국어: 蓝靛厂站)은 중국 베이징시 하이뎬구 슈광 가도 위안다로·란뎬창 서로·위안다 서로 교차로에 위치한 베이징 지하철 12호선의 지하철역이다. 이 역은 2023년 7월 21일 계획천연자원위원회의 공공 계획에 따라 위안다루역(중국어: 远大路站)으로 불렸으며, 2024년 1월 3일에 "란뎬창역"으로 변경되었다. 이 역은 12호선의 1단계로 2024년 12월 15일에 개통하였다.

## 역 구조

### 층별 구조

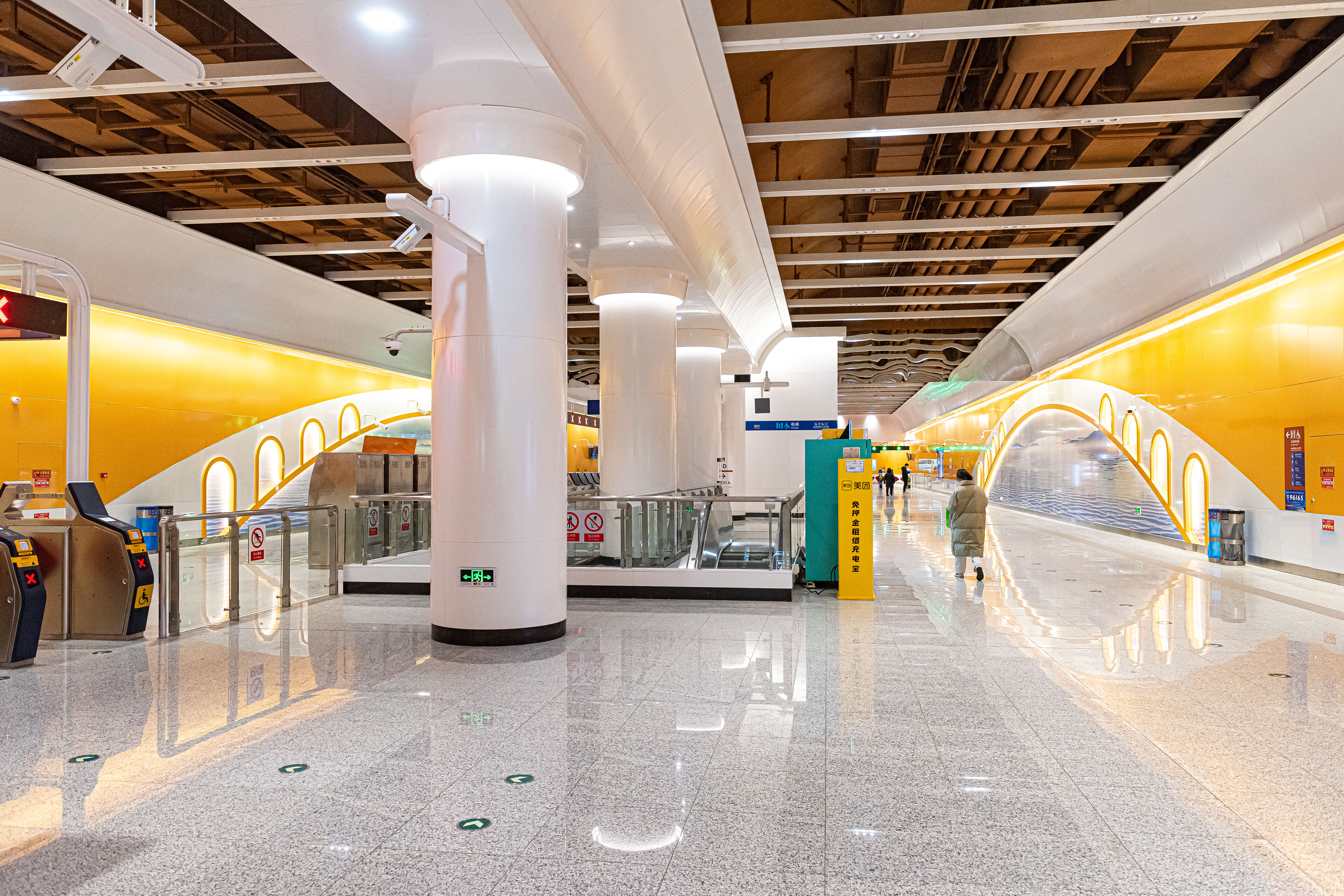
대합실

| 지면층   |                                               | 출입구                                                                 |
| M층      | 이중층                                        | 이중층 출입구, 센트리 골든 리소스 쇼핑센터로 연결되는 B 출입구(미개방) |
| 지하 1층 | 대합실                                        | 고객센터, 자동 발매기, 출입 게이트                                     |
| 지하 2층 | ←                                             | ■ 12호선 쓰지칭차오 방면 (시·종착역)                                   |
| 지하 2층 | 섬식 승강장, 도착 열차는 오른쪽 출입문이 열림 |                                                                        |
| 지하 2층 | →                                             | ■ 12호선 둥바베이 방면 (창춘차오)                                      |

## 출입구
본 역은 B(북동쪽 출입구)와 D(남서쪽 출입구) 등 2개의 출입구가 있으며, B출입구에는 직선형 엘리베이터가 있다.
B출입구 통로에는 센트리 골든 리소스 쇼핑센터 출입구도 있다. 단, 2025년 봄에 쇼핑센터 서쪽 구역의 리모델링 예정이므로 이 지하 출입구는 함께 개방되지 않았다.
|                         |                  |           |      |             |
| 출구                    | 지시             | 출구 인근 | 사진 | 무장애 시설 |
| 出口 · B                | 위안다로(远大路) |           |      |             |
| 出口 · D                | 위안다로(远大路) |           |      |             |
| 아이콘 설명: 엘리베이터 |                  |           |      |             |